# Dimargaritaceae
Dimargaritaceae är en familj av svampar. Enligt Catalogue of Life ingår Dimargaritaceae i ordningen Dimargaritales, divisionen oksvampar och riket svampar, men enligt Dyntaxa är tillhörigheten istället ordningen Dimargaritales, klassen Zygomycetes, divisionen oksvampar och riket svampar.
| Dimargaritaceae | \| \| Dimargaris \| \| \| \| \| \| Dispira \| \| \| \| \| \| Tieghemiomyces \| \| \| \| |
|                 | \| \| Dimargaris \| \| \| \| \| \| Dispira \| \| \| \| \| \| Tieghemiomyces \| \| \| \| |
|                 | Spinalia                                                                                |
|                 |                                                                                         |
|                 | Dimargaris                                                                              |
|                 |                                                                                         |
|                 | Dispira                                                                                 |
|                 |                                                                                         |
|                 | Tieghemiomyces                                                                          |
|                 |                                                                                         |

|  | Dimargaris     |
|  |                |
|  | Dispira        |
|  |                |
|  | Tieghemiomyces |
|  |                |